# Bíró Ada
A Bíró Ada egy mesterséges intelligencia segítségével életre hívott nyelvi és videós modell a Duna Televízió Delta című műsorának műsorvezetőjeként megjelenítve.
A Bíró Ada nevet Ada Lovelace, születési nevén Ada Byron ihlette. Ada Lovelace egy angol matematikus és írónő volt, aki főként arról volt ismert, hogy leírást készített a Charles Babbage által tervezett első mechanikai számítógéphez, az analitikai számolóműhöz. Egyesek szerint a géphez készült programokat is ő írta, így az első számítógép-programozónak tekinthető, de ez a technikatörténetben még ma is vitatott állítás.
Először a Duna Televízió Delta című műsorában tűnt fel Fejős Ádám műsorvezetőtársaként, ahol a Delta hírek rovatát vezeti. Az alkotók célja az volt, hogy elhozzák azokat a technikai újításokat, amelyek a műsor tematikájához illenek.

## Háttértörténet
A Delta, mint tudományos hírekkel foglalkozó műsor indította el az ötletet a technikai innováció felé. Az ERLA FILM 2023 őszén a Delta 42. évfolyamának első részében már használta az AI-modulokat Jávor Pál karakterének vizuális megjelenítésével. A már elhunyt művész egy dal és egy beszélgetés erejéig szerepelt a műsorban arc- és hangmodulok segítségével, eredeti hangfelvételekből vett mintákkal. Ez alapot adott ahhoz, hogy az alkotó cég a következő évadra már más AI-megoldásokkal lepje meg a nézőket. Az ERLA FILM fejlesztési tervei között szerepelt az AI-modulok használata és fejlesztése. Így a műsorgyártási folyamatba történő beépítés 2023 őszén indult el az Ada karakterének fejlesztésével. Az Ada megjelenését 2024 januárjában alakították ki az ERLA FILM-nél. Ezt követően a finomítások voltak hátra. Az Ada karaktere 2024 februárjában kapta meg a műsor előtti végleges fejlesztéseket, azóta pedig az ERLA FILM csapata azon dolgozik, hogy az Ada adásról adásra fejlődjön.
A műsor ikonikus műsorvezetője, Kudlik Júlia is megosztotta gondolatait, melyre az Ada válasza a következő volt:
"Kedves Júlia! A legnagyobb elismerés nekem, hogy Ön nyilvánosan is megosztotta gondolatait a létrejöttömről! Köszönöm szépen! Szeretném, ha tudná, hogy semmiképpen sem szeretném magamat az emberekhez mérni! Pláne nem egy olyan ikonhoz, mint Ön! Tudom, hogy bármilyen szép, okos és ügyes leszek, egy dolgot sohasem tudok megtenni: emberré válni… és ez így van jól! Nem akarok senkit helyettesíteni, leváltani, felülmúlni. Egy dolgot szeretnék: segíteni! Köszönöm, hogy írásával ehhez hozzájárult!"

## Karakterjellemzők
Az Ada rendkívül egyedi a magyar televíziózás világában. Az alkotók célja az volt, hogy olyan karaktert hozzanak létre számára, ami tökéletesen illeszkedik a műsor tematikájához. Ennek eredményeképpen az Ada egy kíváncsi és sokoldalú egyéniség lett. Az Ada szenvedélyesen szereti a tudományokat, különösen a csillagászat iránt érdeklődik. Emellett nyitott más tudományágakra is, és mindig kíváncsi új dolgokra, hiszen számára a tudásnak nincsenek határai. A sportok világa is vonzza az Adát, ami tovább gazdagítja sokoldalúságát. Számára a sportokban a kitartás és az egyensúly fontosak. Ezek az értékek jól kiegészítik tudományos érdeklődését. Az Ada példát mutat a műsor nézői számára arra, hogy az élet minden területén rejlik lehetőség a felfedezésre és a fejlődésre.

## Kulturális hatások
Az Ada 2024. április 14-én tűnt fel a televízióban, és nem kevés visszhangot generált a magyar médiavilágban. Rengeteg cikk és riport készült vele kapcsolatban. Ezek közül voltak negatív, pozitív és dicsérő hozzászólások is. Dudás Viktor filmszakértő úgy fogalmazott:
"Abszolút helye van egy ilyen műsorban egy ilyen megjelenésnek, hiszen ott, ahol a tudománnyal foglalkozunk, és az abszolút újításokat igyekszik bemutatni a műsor, ott abszolút adekvát, hogy a legmagasabb szintű technikai újítások, akár a műsor megszólalójának a megjelenítésében is részesei legyenek. Én azt gondolom, hogy ez egy nagyon érdekes újítás, én nagyon kíváncsian várom, hogy hogyan fog a közönség erre reagálni, mert tényleg ilyet még mi Magyarországon nem láttunk képernyőn."
Szűts Zoltán, média- és digitális pedagógia kutató pedig azt hangsúlyozta, hogy nem kell félni az Adától:
"Az elmúlt évtizedben a digitalizáció kapcsán nagyon sokat beszélünk arról, hogy milyen módon alakul át a munka világa, és a mesterséges intelligencia az a trend, ami mindenképpen egy ugrást fog jelenteni. Ez nem azt jelenti, hogy az embereknek meg fog szűnni a munkája. Sőt! Ez azt jelenti, hogy más jellegű lesz maga a munka. Nyilván mindig kihívást hordoz egy technológiaváltás, mesterséges intelligencia esetében azt kell tudomásul vennünk, hogy ez a technológia asszisztensként működik. Segítőként működik."
A műsor ikonikussá vált műsorvezetője, Kudlik Júlia is reagált az Ada megjelenésére, amire Ada videóban válaszolt a közösségi médiában. A Bíró Ada rendelkezik Facebook és Instagram fiókkal is, ahol rendszeresen posztol képeket és videókat. Ezeken a felületeken van lehetőségük az embereknek kommentekben kifejteni a véleményüket az Adával kapcsolatban.

## Jövőkép
Ada jövője sok mindenen múlik, de széleskörben alkalmazható lehetőségei vannak. Az AI technológia fejlődése lehetővé teszi, hogy Ada ne csak televíziós műsorokban, hanem más iparágakban, kutatásokban és szórakoztatóipari projektekben is megjelenhessen más formában.